# さくら前線 (おおばやしみゆきの漫画)
『さくら前線』（さくらぜんせん）は、おおばやしみゆきによる日本の漫画作品。
『ChuChu』（小学館）にて2006年1月号（創刊号）から2007年12月号まで連載された。さらに、同誌2008年1月号および2009年7月号で、復活を果たしている。なお2008年1月号に関しては別冊付録という形で発表された。
また、『ChuChu』公式サイトでweb小説化されたことがあり、それをまとめた単行本が小学館より『さくら前線 君だけの天使になる』のタイトルで2008年12月に発売された。なお、web小説版はいくが手掛けた。

## 概要
おおばやしみゆきによる『ChuChu』月刊化当初からの作品で、同誌では初の連載である。
中原さくらとバスケットボール部に所属する幼なじみの松田武彦、そして身長差でつきあいを行う斉藤由紀との関係を綴っている。
2007年12月号で終了したが、これに伴い、同誌創刊時から連載されていた作品は全て姿を消した。
最終巻（6巻）の最終話では『ChuChu』で掲載されていた最終話にさらに6ページ描き足されたものが掲載されている。
スピンオフ作品として『ちゃお』（小学館）2007年3月号に発表された「たんぽぽ前線」がある。

## あらすじ
主人公・中原さくらは八上中（後の話では、おぎ中となっている）に通う、どこにでもいる普通の中学生で、勉強もスポーツも苦手。隣に住んでいて、勉強もスポーツも得意な幼馴染の松田武彦のことが好き。
ある日、親友の中島美香から、今流行っている消しゴムのおまじないを教えてもらう。それは、消しゴムに緑のペンで好きな人の名前を書き、カバーをして誰にも見られずに使い切ると恋愛成就するというもの。美香は、さくらの隣の席の、顔はかわいいが性格はかわいげのかけらもない、さくらのけんか友達、斉藤由紀にそのおまじないをするのだと言う。
さくらは授業中に暇になり、ふと消しゴムのおまじないを思い出す。さくらは何も考えず、軽い気持ちで松田武彦と書き込んだ消しゴムを、隣の由紀に見られてしまう。さくらは由紀に泣いてすがり、何でも言うとおりにするから武彦に言わないでと言った事から本当に由紀のパシリになってしまった。由紀のパシリになり、お互いのことを知っていくうちに惹かれあっていくが、さくらは武彦と、由紀は美香と付き合っているのでその想いは許されないことだとお互いに気持ちを伝えられずにいた。
そしてクラス替えの日に美香に外国土産のウイスキーボンボンを食べる。酔っ払ったさくらは勢いで由紀に告白し酔いがさめ教室に戻ると由紀に呼び出され、自分もさくらが好きだといわれ、さくらの木下でキスをした。
やっと両想いになったさくらと由紀だが、美香の必死の抵抗でなかなか進展しない二人の恋。だが、松田武彦の一言で美香は目を覚まし、由紀に別れを告げる。そしてさくらと由紀はデートの約束をするが由紀は2時間たってもこなかった。すると松田武彦が由紀は交通事故で亡くなったと告白する…。

## 登場人物
声は『ちゅちゅ』応募者全員サービスにて販売された「ちゅちゅスーパーDVD 2007 summer」でのもの。

### 中学から登場
中原 さくら（なかはら さくら）
声 - 高本めぐみ
主人公。初登場時、親友は中島美香・隣の席は由紀・想い人は武彦。誕生日は3月27日。桜の咲いている季節に生まれたのでさくら。成績（特に英語であり一桁）がクラスでも由紀と並びかなり悪い。身長165cmと少し高め。由紀とはいがみ合い、ケンカが絶えないが、お互いの事を一番分かり合える中でもある。かなりな守銭奴と同時にケチ。由紀のパシリになって由紀のことを知っていくうちに、由紀のことを好きになる。学校でウイスキーボンボンを食べ、酔ってしまい、由紀の前で由紀が好きだと言ってしまう。そこから両思いということを知り、桜の下でキスをした。今まで紆余曲折あったものの、由紀とついに初デートの約束をする。しかし、約束の時間から2時間もたった時、武彦から由紀が交通事故で死んだと告げられる。
2度の春を迎え、さくらは高校生に。初めて学校へ登校する折、結城という名の由紀に似た男の子を見かける。クラスに入ったさくらはさっそく二谷アイコという友達をつくる。朝に見かけた男の子は同じクラスであり、偶然にも結城という苗字だった。さくらは由紀がやっていたバスケットをやってみたくなり、バスケット部にアイコと一緒に1週間仮入部したが、バスケット部には結城伸一郎がいた。なお、高校1年生の冬に、初めて風邪（インフルエンザ）をひいた。それから結城と、親密な関係を築いていったさくらは、知らないうちに結城のことを由紀に投影していたことに気づく。しかし、桜の下で結城に無理にキスされたこともあり、一時は結城とはすれ違う（さくらの一方的な無視と、結城の諦め（?）のため）ようになるが、イケの手助けもあり結城と仲直りをする。約束のデートの際に、結城に自分の想いを伝え両想いになり、つきあうことになる。
斉藤 由紀（さいとう ゆき）
声 - 羽多野渉
純粋無垢な性格で小柄。バスケット部員であり、1年生の中で武彦と並ぶ実力を持ち、そのこともあいまって武彦と仲がいい。美香から好かれている。実は、さくらのことが好き。さくらの消しゴムを奪い、さくらが武彦のことを好きなことを知る。レギュラー決めの武彦との試合で、勝ったらさくらに告白し、負けたらさくらと武彦を取り持ってやろうと、心に決めるが負けてしまった。毎日空き地でバスケットの朝練をしている。さくらのことが好きなことを知っている美香に「つきあってくれないと、さくらに言っちゃう」と言われ、さくらの幸せを邪魔したくないと思い、付き合うことになったが、さくらが由紀のことを好きと気づいてからは美香と別れた。美香と別れた夜、由紀はさくらと初デートの約束をした。しかし当日、待ち合わせへ行く途中、交通事故で亡くなってしまう。幽霊になってから、「さくらに愛を運ぶ、さくらだけの天使」になると決心し、さくらをずっと見守っている。
松田 武彦（まつだ たけひこ）
さくらの幼馴染み。寡黙であり純朴な性格。背も高く、高校では180cmを超えている。バスケットボール部所属であり、中学校ではトップクラス。学校の成績はかなり良く、さくらにしばしば勉強を教える。さくらのことが好きである。実は両思いだということを知り、付き合うが、由紀に気がいったさくらから別れをきりだされ別れる。自身もさくらが好きだったが、さくらのため、と身を引いた。中学校では成績良好だったため、さくらと別の高校へ進学。高校初期のころはまださくらが好きだったが、アイコのことが気になりだし、高校の夏祭りでアイコに告白し、つきあうことになる。
中島 美香（なかじま みか）
さくらの元親友。聖女子短期大付属高校に進学。由紀のことがさくらより前から好きで、由紀がさくらのことを好きと知っていて告白し、さくらにそのことをばらさない、という条件でつきあう。さくらが由紀に告白ができなかったのは、由紀との友だち関係を壊したくない思いと、武彦への思いやりがあったからだが、美香への罪悪感も大きかったからである。そのため、なんとなくギクシャクした関係の時もあった。その後、さくらと両思いだと知った由紀から別れをきりだされたが、あきらめず食い下がる。そして雨の中でも一緒に帰るため由紀を待つ。その結果、由紀と帰ることになるものの由紀からは、帰るだけで完全無視という態度を取られるようになる。しかし、武彦に諭されたことで、「今までありがとう。楽しかった」と由紀に言い、別れた。由紀がさくらとの初デートの待ちあわせに行く途中、交通事故で死亡したことをきっかけにさくらとはもう笑いあうことさえできなくなり、それ以後、さくらに一方的な敵意をむき出しにする。高校2年生になり、さくらが学校から帰るとき美香がバイト先で知り合った真下という人とデートしていたのをさくらが見て、カフェでさくらと仲直りした。

### 高校から登場
結城 伸一朗（ゆうき しんいちろう）
奈見高校。誕生日は2月14日。血液型はB型。バスケットボール部所属。最初は京子先輩のことが好きだったが、中原さくらのことが好きになる。二谷アイコの手伝いもあり、「特別な友達」から両思いになろうと奮闘。さくらは自分のことが好きだと思っていたが、由紀のことを知り、自分は由紀と重ねられていたと悟る。だが、それでもかまわないとまださくらと両思いになることを目指している。高２の春、さくらに告白し無理矢理キスをした。そのため、さくらに「結城くんのこと嫌いになった」と言われ、さくらと口をきけなくなってしまった。しかし、体育祭のスウェーデンリレーで優勝したら口を聞いてもらうのと、デートをしてもらう約束をして、イケの助けもあり、優勝した。優勝後、約束通りさくらと口を聞くようになる。さくらとの約束のデートの際、トラックにひかれそうになるが、天使になった由紀にのりうつられ、携帯電話だけがひかれて助けられた。その後、さくらとつきあう。
二谷 アイコ（にたに アイコ）
高校でさくらの親友になる。バスケ部で行ったお祭りで武彦と会い、「子供がつけたアイスをとってくれた優しい男の子」ということから武彦を想うようになる。武彦がさくらの元彼と知っているが、さくらが本当にただの元彼でそれ以上何もない、と主張しているので、あきらめるどころかさくらには何かと手伝ってもらっている。二年生の夏祭りに、武彦に告白し、つきあうことになる。
京子先輩（きょうこせんぱい）
男子バスケ部のマネージャー。結城とシュン先輩に二股かけていた。
シュン先輩（シュンせんぱい）
京子が好きで、京子先輩が高校を卒業したら結婚したいらしい。
鷹梨 あずま（たかなし あずま）
バスケ部に入部したばかりの1年。さくら同様かなりの守銭奴かつケチ。さくらが売店で20円を貸し、それは自分に気があるとみて友達と「さくらとキスできたら2,000円」を賭けていた。だがキスは失敗し、友達に2,000円を渡した。結城を好きなのにも関わらず、結城とさくらの仲を取り持つイケの姿を見たり、イケの過去について聞いたりしたことで、イケのことを気になりだす。体育祭後、朝練を始め、さくらたちと仲を深める。別冊ふろくの後のストーリー(最終回から3ヶ月後)では、イケとつきあっていて、毎朝キスをしているらしい。
池田 美紅（いけだ みく）
通称『イケ』。バスケを、小学2年生の頃からずっとやり続けており、3Ｐシュートを得意にするなど、とても上手い。バスケ部に入部したばかりの1年。結城と接していくうちに結城の事が好きになっていく。実は双子だったが、双子のうちもう1人は出産中へそのおが首にからまり、死亡した。両親は、自分の誕生日を亡くなったもう1人の双子の命日として大切にしている。そのため、死んだ人より生きている自分を大切にしてもらいたいと願っていた。結城が好きな相手であるさくらに複雑な感情を抱いていたが、体育祭では、好調な走りを見せ、結城とさくらの仲直りのきっかけをつくる。最終回では、高梨と喧嘩しつつも仲良し？な姿を見せており、別冊ふろくの後のストーリーでは鷹梨とつきあっている。
真下くん（ましたくん）
美香リンの彼氏。同じバイト先。いつも変な女に利用されていたらしい。一見さえないが良い人。

### たんぽぽ前線
『ちゃお』に掲載されたスピンオフ作品。
藤原 あゆみ（ふじわら あゆみ）
「たんぽぽ前線」の主人公。血液型はA型。さくら達と共にバスケットボール部所属。同じ部の男子・有間たかしとは恋人。小学4年生のときにふられてから高校まで誰にも好意を持たずにいた。
しかし、高校で有間と再会し距離を近づけていく。あるとき花火大会で有間に告白されるが軽い女と思われていると勘違いをし、ふってしまう。その後、有間が好きだと気づき、バレンタインで告白をする。有間も小学4年生のときから藤原のことが好きだったと言う。
有間 たかし（ありま たかし）
そばかすがトレードマークの男子。あゆみのことが小学4年生の頃から好きで、ふってしまったのをずっと後悔していた。バスケットボールは中学校の3年間やっており、結城と一緒に2,3年生と練習するほどの実力である。

## 書誌情報

### 漫画
- おおばやしみゆき『さくら前線』小学館〈ちゅちゅコミックス〉、全6巻
  1. 2006年7月29日初版発行[1]、ISBN 4-09-130605-5
  2. 2006年10月31日初版発行[2]、ISBN 4-09-130770-1
  3. 2007年3月1日初版発行[3]、ISBN 978-4-09-130804-7
  4. 2007年6月29日初版発行[4]、ISBN 978-4-09-131236-5
    - 「たんぽぽ前線」併録。

  5. 2007年10月31日初版発行[5]、ISBN 978-4-09-131293-8
    - 読切「なんでこんなにモテるのかしら?」併録。

  6. 2008年4月1日初版発行[6]、ISBN 978-4-09-131708-7
    - 読切「ウソだ、こんなにモテるだなんて!」併録。

### 小説
- 著：いく・原作：おおばやしみゆき『さくら前線 君だけの天使になる』2008年12月11日初版発行、ISBN 978-4-09-386238-7